# HMS Calpe (L71)
Pour les autres navires du même nom, voir HMS Calpe.
Le HMS Calpe (pennant number L71) est un destroyer d'escorte de classe Hunt de type II construit pour la Royal Navy pendant la Seconde Guerre mondiale.

## Construction
Le Calpe est commandé le 20 décembre 1939 dans le cadre du programme d'urgence de la guerre de 1939 pour le chantier naval de Swan Hunter and Wigham Richardson Ltd. de Wallsend-on-Tyne en Angleterre sous le numéro 4196 . La pose de la quille est effectuée le 12 juin 1940, le Calpe est lancé le 28 avril 1941 et mis en service le 11 décembre 1941.
Il est parrainé par la communauté civile de Abingdon dans le Berkshire pendant la campagne nationale du Warship Week (semaine des navires de guerre) en mars 1942.
Les navires de classe Hunt sont censés répondre au besoin de la Royal Navy d'avoir un grand nombre de petits navires de type destroyer capables à la fois d'escorter des convois et d'opérer avec la flotte. Les Hunt de type II se distinguent des navires précédents type I par une largeur (Maître-bau) accru afin d'améliorer la stabilité et de transporter l'armement initialement prévu pour ces navires.
Le Hunt type II mesure 80,54 m de longueur entre perpendiculaires et 85,34 m de longueur hors-tout. Le Maître-bau du navire mesure 9,60 m et le tirant d'eau est de 3,51 m. Le déplacement est de 1 070 t standard et de 1510 t à pleine charge.
Deux chaudières Admiralty produisant de la vapeur à 2 100 kPa et à 327 °C alimentent des turbines à vapeur à engrenages simples Parsons qui entraînent deux arbres d'hélices, générant 19 000 chevaux (14 000 kW) à 380 tr/min. Cela donné une vitesse de 27 nœuds (50 km/h) au navire. 281 t de carburant sont transportés, ce qui donne un rayon d'action nominale de 2 560 milles marins (4 740 km) (bien qu'en service, son rayon d'action tombe à 1 550 milles marins (2 870 km)).
L'armement principal du navire est de six canons de 4 pouces QF Mk XVI (102 mm) à double usage (anti-navire et anti-aérien) sur trois supports doubles, avec un support avant et deux arrière. Un armement antiaérien rapproché supplémentaire est fourni par une monture avec des canons quadruple de 2 livres "pom-pom" MK.VII et deux  canons Oerlikon de 20 mm Mk. III montés dans les ailes du pont. Les montures jumelles motorisées d'Oerlikon sont remplacées par des Oerlikons simples au cours de la guerre. Jusqu'à 110 charges de profondeur pouvaient être transportées,. Le navire avait un effectif de 168 officiers et hommes,.

## Histoire

### Seconde guerre mondiale
Après sa mise en service le 11 décembre 1941, le Calpe se rend à Scapa Flow.
En janvier 1942, le Calpe participe à des exercices avec les navires de la Home Fleet, puis opère avec le destroyer Chiddingfold (L31) pour renforcer le 1er Escadron de mouilleurs de mines dans le secteur de East Coast Barrier. Il effectue des opérations de patrouille et d'escorte de convoi dirigées vers le nord-ouest en février, puis rejoint la 1re Flottille de Destroyers basée à Portsmouth à partir du 3 mars pour des patrouilles et d'escorte en mer du Nord et dans la Manche.
Les 18 et 19 août 1942, le Calpe participe au raid de Dieppe dans le cadre de l'opération Jubilee. Sa fonction principale est d'agir comme navire de commandement pour le raid et est utilisé par le major-général Roberts (OC, 2e Division d'infanterie canadienne) et le capitaine John Hugues-Hallet (RN) (commandant naval pour le raid). Le Calpe agit comme un navire-hôpital et subit des pertes, perdant près d'un quart de l'équipage. Malgré cela, le Calpe réussit à prendre en charge et à prendre soin de 278 victimes.
En octobre 1942, le Calpe est inclus dans les navires qui participent à l'action en Afrique du Nord. Il est envoyé pour garder un convoi à Gibraltar. En novembre, il fait partie de l'opération Torch puisqu'il est inclus dans la Central Task Force (Force opérationnelle centrale) pour les débarquements alliés.
Le Calpe identifie le sous-marin allemand U-593 en Méditerranée, et avec du destroyer américain USS Wainwright, réussit à le couler le 13 décembre 1943 au large de Jijel en Algérie à la position géographique de 37° 38′ N, 5° 58′ E après une chasse de 32 heures par des charges de profondeur. Les 51 membres de l'équipage de l'U-Boot survivent à cette attaque. Le U-boot avait auparavant coulé deux destroyers de la classe Hunt, HMS Tynedale et HMS Holcombe ce mois-là. Le capitaine du Wainwright, le commandant Strohbehn, note dans son récit que « c'était un plaisir » de travailler avec le navire de guerre britannique.
Le 1er janvier 1944, le Calpe est affecté à la 18e Flottille de destroyers, basée à Malte, en tant que patrouilleur et commandant de bord dans la région centrale méditerranéenne, jusqu'au 7 juillet, qui est mobilisée dans le cadre de l'opération Dragoon, les débarquements alliés vers le sud de la France, et temporairement placés sous le Commandement général de la marine des États-Unis (US Navy). Le Calpe se rend à Oran, en Afrique du Nord, pour rejoindre le convoi d'assaut, et le 11 août part dans le cadre de l'escorte du convoi AM1 avec les destroyers Catterick (L81) et Cleveland (L46), les dragueurs de mines américains Staff (AM-114), Swift (AM-122) etThreat (AM-124); la force arrive dur la zone de débarquement le 15 août et appuie les débarquements,.
Détaché de l'opération Dragoon et revenu sous le commandement de la Royal Navy, le Calpe continue d'opérer pour l'escorte de convois avec la flottille du Centre Méditerranéen et de la Mer Egée. Le 24 septembre, le Calpe et les destroyers d'escorte Brecon (L76), Catterick, Zetland (L59), Cleveland, Liddesdale (L100) et les destroyers d'escorte grecs HHeMS Themistoklis, HHeMS Kriti, HHeMS Pindos, HHeMS Kanaris et HHeMS Miaoulis se joignent à un groupe de travail pour déplacer des troupes pour reconquérir les îles de la mer Egée. Le 10 octobre, il empêche l'évacuation des troupes allemandes des îles, tirant les tirs de soutien et débarquant des troupes sur les îles de la mer Égée. À la fin de l'année, le Calpe est retiré pour une révision à Ferryville, en Tunisie, en vue d'être envoyé en Extrême-Orient.
Le 3 mars 1945, Le Calpe est de nouveau transféré à Malte, et continue d'être réaménagé; Une fois les réparations terminées, le navire retourne à Chatham, en Angleterre, le 11 mai, où l'équipage est autorisé à rester avant d'être exploité en Extrême-Orient. En juin, le navire entre dans la Méditerranée, rejoignant la 14e Flottille de destroyers de la Eastern Fleet (Flotte de l'Est) à Trincomalee sur l'ile de Ceylan. Le 7 juillet, il se prépare activement à participer à l'opération Zipper, le plan d'invasion subséquent des forces britanniques sur la Malaisie. À cette époque, son pennant number est changé en D56 conformément au système d'identification des destroyers de la marine américaine. Cependant, le Japon a demandé une capitulation avant le déploiement de l'opération Zipper, mettant fin à la Seconde guerre mondiale.

### Après guerre
Le Calpe est actif dans l'océan Indien jusqu'en 1946. Il est renvoyé en Grande-Bretagne en novembre et est mis en « réserve » à Sheerness, puis déménage à Portsmouth en 1947.
En 1952, il est prêté à la marine royale danoise pendant neuf ans sous le nom de HDMS Rolf Krake Puis le Danemark l'achete carrément.
Le Rolf Krake reste actif jusqu'en octobre 1966, date à laquelle il est mis au rebut à Ystad en Suède.

### Honneurs de bataille
- DIEPPE 1942
- ENGLISH CHANNEL 1942
- NORTH AFRICA 1942-43
- MEDITERRANEAN 1943
- SICILY 1943
- SALERNO  1943
- AEGEAN 1943
- SOUTH FRANCE 1944

### Commandements
- Lieutenant commander (Lt.Cdr.) John Henry Wallace (RN) du 21 août 1941 au 10 octobre 1942
- Lieutenant commander  (Lt.Cdr.) Henry Kirkwood (RN) du 10 octobre 1942 au 31 janvier 1944
- Lieutenant commander  (Lt.Cdr.) Alfred Thomas Morgan (RNVR) du 31 janvier 1944 au 17 avril 1944
- A/Lieutenant commander  (A/Lt.Cdr.) Norman Frederick René Gill (RNR) du 17 avril 1944 à début 1946